# Застава Сирије
Због Грађанског рата у Сирији, две заставе Сирије се користе од 2011. године. Влада Башара ел Асада користила је хоризонталну тробојку црвене, беле и црне боје са две зелене звезде у низу у средњем пољу, док сиријска опозиција користи зелену, белу и црну тробојку са три црвене звезде у низу у средњем пољу, познатија и као „Застава независности”, коју је користила Прва сиријска република.